# Черіана
Черіана (італ. Ceriana, ліг. Çeriana) — муніципалітет в Італії, у регіоні Лігурія,  провінція Імперія.
Черіана розташована на відстані близько 450 км на північний захід від Рима, 110 км на південний захід від Генуї, 22 км на захід від Імперії.

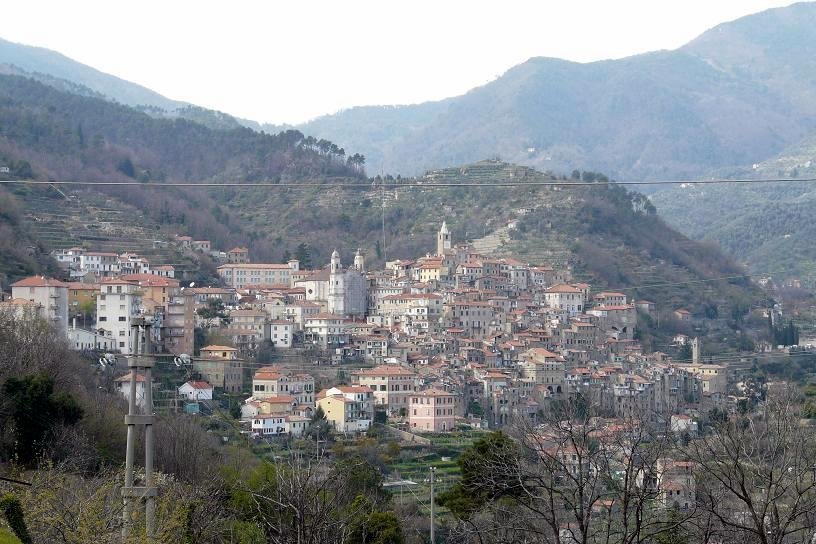

Населення — 1259 осіб (2014).

## Демографія
Населення за роками:

Станом на 1 січня 2023 року в муніципалітеті офіційно проживали 224 іноземці з 31 країни, серед них 84 громадяни країн Євросоюзу та 13 громадян України.

## Сусідні муніципалітети
- Бадалукко
- Баярдо
- Санремо
- Таджа